# Fabrizio Rampazzo
Fabrizio Rampazzo (Padua, 7 de abril de 1963) es un deportista italiano que compitió en natación. Ganó dos medallas de bronce en el Campeonato Europeo de Natación, en los años 1983 y 1985.

## Palmarés internacional
| Campeonato Europeo | Campeonato Europeo | Campeonato Europeo | Campeonato Europeo |
| Año                | Lugar              | Medalla            | Prueba             |
| ------------------ | ------------------ | ------------------ | ------------------ |
| 1983               | Roma (Italia)      | Medalla de bronce  | 4 × 200 m libre    |
| 1985               | Sofía (Bulgaria)   | Medalla de bronce  | 4 × 100 m estilos  |